# Laurent Aïello
 (février 2025).
Si vous disposez d'ouvrages ou d'articles de référence ou si vous connaissez des sites web de qualité traitant du thème abordé ici, merci de compléter l'article en donnant les références utiles à sa vérifiabilité et en les liant à la section « Notes et références ».
Pour les articles homonymes, voir Aiello.

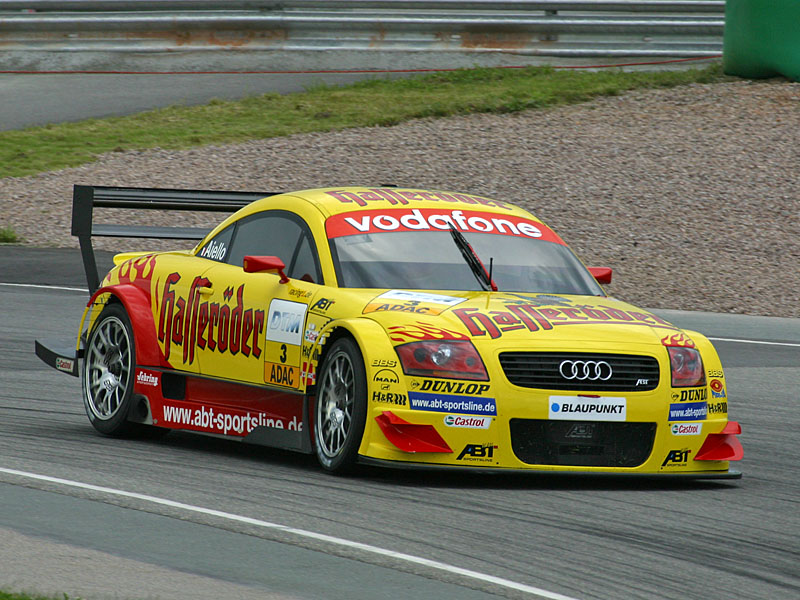
Laurent Aïello en DTM sur Audi TT au Sachsenring en 2002.

Laurent Aiello est un pilote de course français, né le 23 mai 1969 à Fontenay-aux-Roses (Hauts-de-Seine), qui s'est illustré en monoplace, en endurance aux 24 Heures du Mans, en tourisme et en jet-ski.